# Mbambao Mtsanga
Mbambao Mtsanga je maleni gradić na otoku Anjouan na Komorima. To je 21. po veličini grad na Komorima i 15. na Anojuanu.